# Acanthonus armatus
Acanthonus armatus är en fiskart som beskrevs av Günther, 1878. Acanthonus armatus ingår i släktet Acanthonus och familjen Ophidiidae. Inga underarter finns listade i Catalogue of Life.

## Bildgalleri

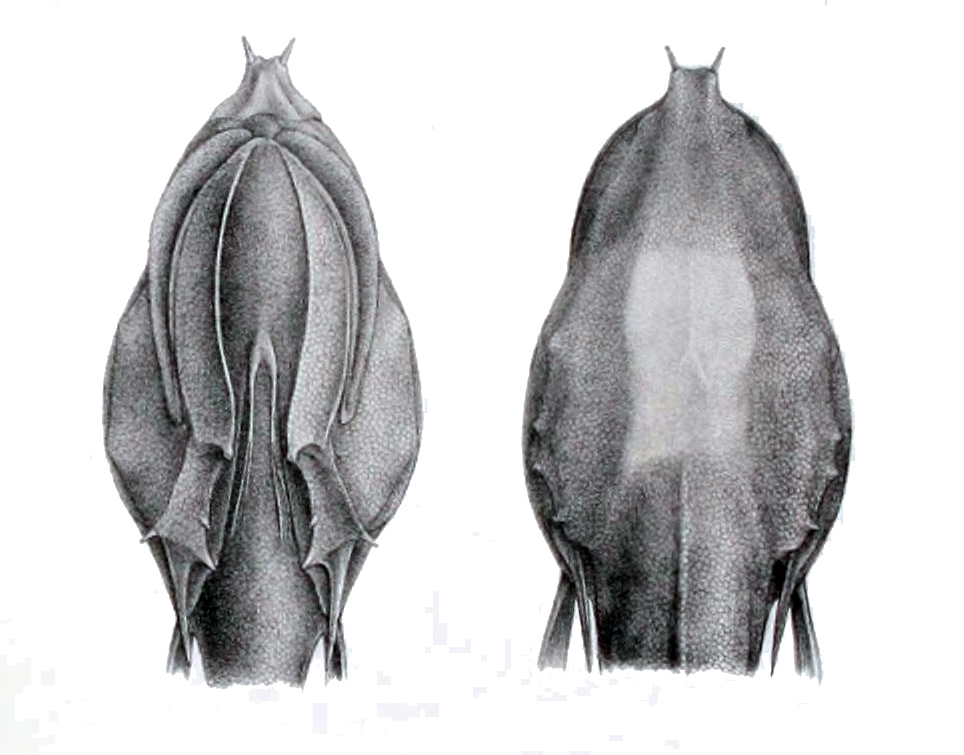